# Monobia egregia
Monobia egregia är en stekelart som beskrevs av Henri de Saussure 1856.
Monobia egregia ingår i släktet Monobia och familjen Eumenidae. Inga underarter finns listade i Catalogue of Life.